# Mort de Brianna Ghey
 (février 2023).
La mise en forme du texte ne suit pas les recommandations de Wikipédia : il faut le « wikifier ».
Les points d'amélioration suivants sont les cas les plus fréquents. Le détail des points à revoir est peut-être précisé sur la page de discussion.
- Les titres sont pré-formatés par le logiciel. Ils ne sont ni en capitales, ni en gras.
- Le texte ne doit pas être écrit en capitales (les noms de famille non plus), ni en gras, ni en italique, ni en « petit »…
- Le gras n'est utilisé que pour surligner le titre de l'article dans l'introduction, une seule fois.
- L'italique est rarement utilisé : mots en langue étrangère, titres d'œuvres, noms de bateaux, etc.
- Les citations ne sont pas en italique mais en corps de texte normal. Elles sont entourées par des guillemets français : « et ».
- Les listes à puces sont à éviter, des paragraphes rédigés étant largement préférés. Les tableaux sont à réserver à la présentation de données structurées (résultats, etc.).
- Les appels de note de bas de page (petits chiffres en exposant, introduits par l'outil «  Source ») sont à placer entre la fin de phrase et le point final[comme ça].
- Les liens internes (vers d'autres articles de Wikipédia) sont à choisir avec parcimonie. Créez des liens vers des articles approfondissant le sujet. Les termes génériques sans rapport avec le sujet sont à éviter, ainsi que les répétitions de liens vers un même terme.
- Les liens externes sont à placer uniquement dans une section « Liens externes », à la fin de l'article. Ces liens sont à choisir avec parcimonie suivant les règles définies. Si un lien sert de source à l'article, son insertion dans le texte est à faire par les notes de bas de page.
- La présentation des références doit suivre les conventions bibliographiques. Il est recommandé d'utiliser les modèles {{Ouvrage}}, {{Chapitre}}, {{Article}}, {{Lien web}} et/ou {{Bibliographie}}. Le mode d'édition visuel peut mettre en forme automatiquement les références.
- Insérer une infobox (cadre d'informations à droite) n'est pas obligatoire pour parachever la mise en page.

Pour une aide détaillée, merci de consulter Aide:Wikification.
Si vous pensez que ces points ont été résolus, vous pouvez retirer ce bandeau et améliorer la mise en forme d'un autre article.
Le texte peut changer fréquemment, n’est peut-être pas à jour et peut manquer de recul. 
Le titre et la description de l'acte concerné reposent sur la qualification juridique retenue lors de la rédaction de l'article et peuvent évoluer en même temps que celle-ci.
Brianna Michelle Taylor Ghey (/dʒaɪ/), née le 7 novembre 2006 et morte le 11 février 2023, est une jeune fille transgenre britannique de Birchwood, en Angleterre. Elle est assassinée dans le parc de Culcheth, dans la ville de Warrington,,. Deux suspects âgés de 15 ans, sont mis en garde à vue, après avoir été inculpés de meurtre quatre jours après l'homicide. La police enquête sur un possible crime de haine. En décembre 2023, les deux suspects sont jugés coupables du meurtre.

## Meurtre
Dans l'après-midi du 11 février 2023, Brianna Ghey est retrouvée sur un chemin du parc de Culcheth avec de multiples coups de couteau. Les services d'urgence sont appelés à 15 h 13 et elle est déclarée morte sur les lieux. Une autopsie est ensuite ordonnée par les services du ministère de l'Intérieur pour déterminer la cause du décès.

## Personnes impliquées

### Brianna Ghey
Brianna est une élève de 11e année (classe de seconde en France) à l'école secondaire communautaire Birchwood,. Ses parents l'ont décrite comme « une personnalité hors du commun qui laissait une impression durable sur tous ceux qui la rencontraient »,. Selon ses amis, Brianna aidait souvent les jeunes filles trans à accéder en toute sécurité et légalement à un traitement hormonal substitutif. Les amis de Brianna ont également déclaré aux tabloïds qu'elle avait fait face à des années de harcèlement transphobe avant d'être tuée, et avait été à plusieurs reprises « battue par un gang »,. Étudiante, elle était également TikTokeuse avec plus de 63 000 abonnés sur la plateforme avec le pseudo @gingerpuppyx. Sur TikTok, elle était connue pour mimer et danser sur des chansons populaires. L'un de ses derniers posts sur TikTok indiquait qu'elle avait été exclue de l'école. Dans son dernier post TikTok, qui a généré plus de 8 000 commentaires, on la voit marcher dans Linear Park. Depuis sa mort, son compte TikTok a été supprimé.

### Suspects
Deux suspects de 15 ans, Eddie Ratcliffe, un adolescent de Leigh, et Scarlett Jenkinson, une adolescente de Warrington, sont arrêtés par la police du Cheshire dans la soirée du 12 février,. La police décrit le meurtre comme une attaque ciblée et le 14 février, la police envisage l'hypothèse d'un crime de haine, après avoir précédemment déclaré qu'il n'y avait aucune preuve suggérant que c'était le cas. Le 15 février, les suspects sont placés en détention pour mineurs (leur demande de remise en liberté sous caution ayant été rejetée) et reçoivent l'ordre de comparaître devant la cour de la Couronne de Liverpool le lendemain matin,.
Scarlett Jenkinson indique durant l'enquête être fascinée par les tueurs en série et avoir développé une obsession pour Brianna Ghey. Les deux adolescentes ont été amies pendant quelques mois. L'autre suspect, Eddie Ratcliffe, n'avait jamais rencontré Brianna avant de participer à son assassinat. C'est un ami de Scarlett Jenkinson depuis ses onze ans. Les deux suspects échangent de nombreux messages WhatsApp avant le meurtre, dans lesquels ils discutent de leur volonté de tuer plusieurs enfants. Durant l'enquête, des traces du sang de Brianna Ghey sont retrouvées sur le couteau de chasse de Eddie Ratcliffe ainsi que sur ses vêtements.

## Procès
Le procès des deux accusés se tient à Manchester et s'achève le 20 décembre 2023. La cour déclare les deux adolescents coupables du meurtre de Brianna Ghey. Ils encourent la réclusion à perpétuité. Le 21 décembre, le président du tribunal décide la levée de la protection de l'identité des personnes condamnées pour meurtre. Elles seront nommées lors de l'audience de détermination de la peine qui doit avoir lieu le 2 février 2024 devant la cour de la Couronne de Manchester,. La juge Amanda Yip les condamne à la prison à perpétuité assortie de peines de sûreté de respectivement 22 ans (pour la fille) et 20 ans (pour le garçon). De telles peines sont rares pour des mineurs en Angleterre. Le 5 décembre 2024, l'appel d'Eddie Ratcliffe (le garçon Y) sur la longueur de sa peine est rejeté.

## Réactions

### Réactions au Royaume-Uni et à l'étranger

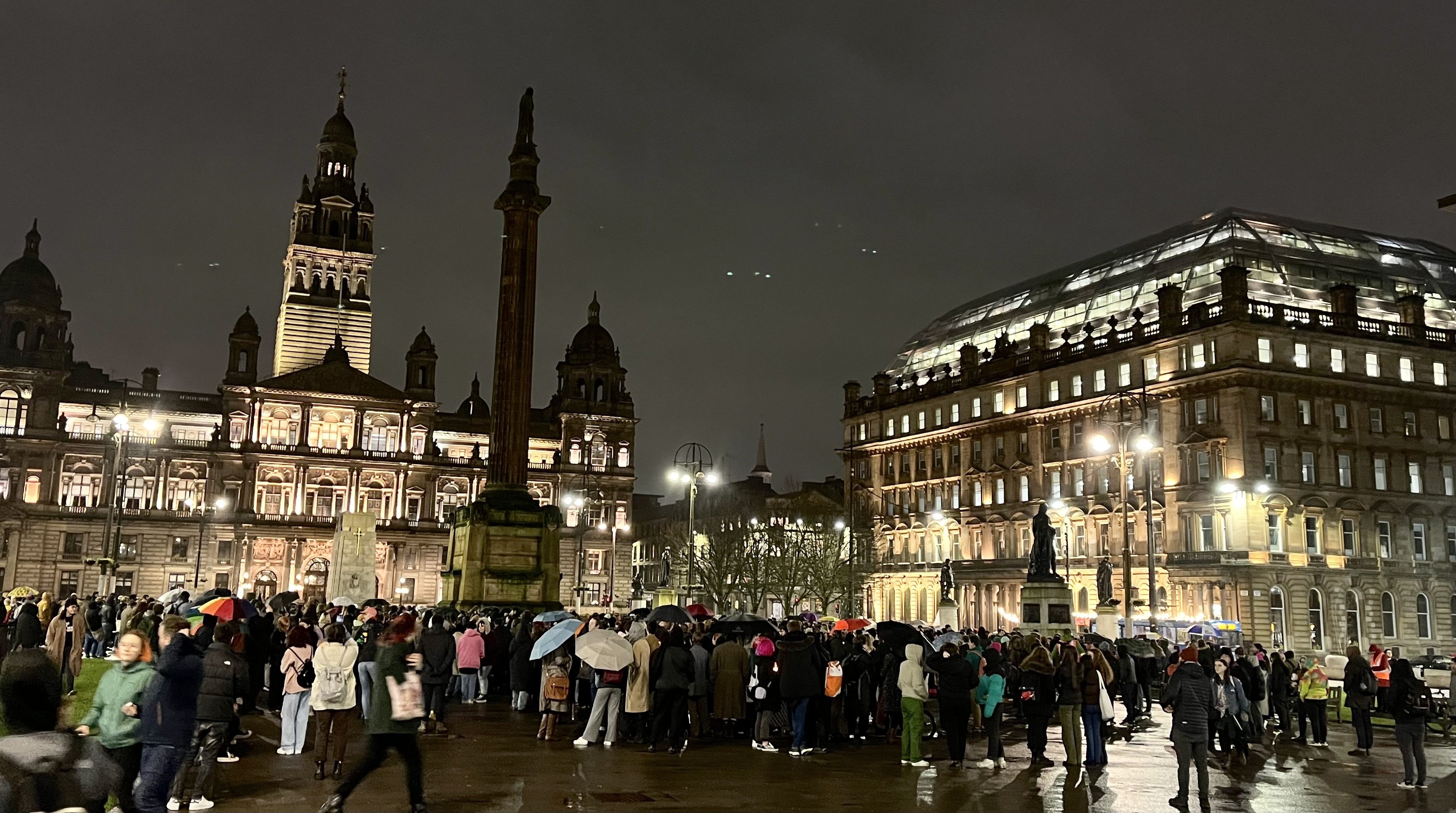
Veillée aux chandelles à Glasgow le 16 février.

La mort de Ghey suscite des réactions de sa famille, de la communauté locale, des personnalités poltitiques, des organisations caritatives, de la communauté transgenre et des artistes. Emma Mills, directrice du lycée public Birchwood, s'est déclarée choquée et dévastée.The Independent a rapporté qu'un parent d'un de ses amis d'école a critiqué la déclaration initiale de la police en disant : « Soyons francs, elle a été victime de brimades à cause de sa sexualité. Bien sûr que c'est un crime de haine ».
La députée du parti travailliste Dawn Butler a déclaré sur Twitter que toute personne dans les médias utilisant son morinom pour tenter d'effacer l'identité de Brianna devrait avoir honte. Une autre députée du Parti travailliste, Nadia Whittome, a déclaré : « Brianna méritait une chance de devenir une belle femme adulte et de vivre pour voir un monde où les personnes trans sont en sécurité et respectées ». L'ancien chef du Parti travailliste Jeremy Corbyn a répondu en disant « elle a été tuée parce qu'elle voulait être elle-même », et en ajoutant « Mes pensées vont à la famille de Brianna et à la communauté trans qui luttent pour la sécurité, la dignité et la libération ».
Le Miami Herald a rapporté que des milliers de membres de la communauté LGBTQ et d'utilisateurs des médias sociaux pleuraient le meurtre par arme blanche de Ghey. L'association caritative pour les droits des LGBT Stonewall et l'association caritative pour les jeunes transgenres Mermaids ont toutes deux exprimé leur sympathie pour la famille de Ghey,. En raison des lois du Royaume-Uni qui empêchent les mineurs d'acquérir un certificat de reconnaissance du genre, le certificat de décès de Ghey est susceptible de la mégenrer. L'avocate américaine des droits civiques Alejandra Caraballo a écrit : « La loi sur la reconnaissance du genre que les critiques du genre continuent de combattre, avec un langage horrible et diabolisant, signifie que le certificat de décès de Brianna Ghey ne peut pas indiquer son sexe comme étant celui d'une femme. En guise d'insulte finale, le gouvernement anglais la mégenrera officiellement dans la mort ». Les campagnes sur Twitter ont appelé le gouvernement à délivrer un certificat de reconnaissance de genre à Ghey « afin qu'elle puisse avoir la dignité dans la mort que tout le monde dans ce monde tient pour acquise ».
Des veillées aux chandelles ont eu lieu à travers le Royaume-Uni la semaine après la mort de Ghey.

### Critique des médias britanniques
Certains médias britanniques ont été critiqués pour leurs reportages sur la mort de Ghey,,. Le Trans Safety Network a déclaré que certains médias britanniques "manquaient ouvertement de respect" à Ghey dans leur couverture de sa mort. Les rapports initiaux de BBC News et de Sky News n'indiquaient pas que Ghey était transgenre. Le Times a fait face à de vives critiques après avoir modifié son histoire originale en supprimant le mot « fille » et en incluant le morinom de Ghey, Le Times a ensuite modifié à nouveau son histoire pour supprimer le morinom et rajouter le mot « fille ».
Le site Web The Mary Sue a condamné ce qu'il a décrit comme l'atmosphère transphobe de la presse britannique et les reportages transphobes répandus sur le meurtre de Ghey. Senthorun Raj, professeur de droit des droits de l'homme, a déclaré: « Nous avons tous la responsabilité de contester les manières insidieuses dont les médias et les politiciens déshumanisent les personnes trans ». Ash Sarkar, une journaliste de Novara Media, a déclaré qu'elle « ne peut pas comprendre l'insensibilité impliquée dans la prise de la décision éditoriale de violer sa dignité dans la mort ». La députée travailliste Charlotte Nichols a déclaré qu'elle déposerait une plainte auprès de The Times et de l'Independent Press Standards Organization et que « il n'est absolument pas nécessaire que quiconque publie son morinom lorsqu'il l'identifie comme trans dans la couverture médiatique ».
Un rapport de NBC News sur le meurtre a conclu que « le climat au Royaume-Uni est devenu de plus en plus hostile pour les personnes trans au cours des dernières années », notant que l'autrice britannique J. K. Rowling a vivement critiqué les droits des transgenres et que la BBC a récemment publié un article (en) critiqué pour avoir dépeint « toutes les femmes transgenres comme des prédatrices sexuelles ». Le magazine américain Vogue a lié le meurtre à la transphobie en ligne, écrivant qu'« il y a une remise en question quasi constante des droits des trans qui renforce l'idée que les hommes et les femmes trans essaient de nous duper, de nous berner, nous faire croire que leur identité de genre profondément personnelle est un affront au statu quo et à notre façon de vivre ».